# Яечковичи
Яечковичи (бел. Яе́чкавічы) — агрогородок в Бродницком сельсовете Ивановского района Брестской области Белоруссии. Население — 869 человек (2019).

## География
Яечковичи находятся в 12 км к юго-востоку от Иванова и в 30 км к юго-западу от центра Пинска. Село стоит на левом берегу реки Пина. Через агрогородок проходит местная автодорога Вулька — Дубой, ещё одна местная автодорога соединяет Яечковичи с соседней деревней Сухое. Ближайшая ж/д платформа Юхновичи (линия Брест — Пинск — Гомель) находится в 5 км к северо-востоку от села.

## Топоним
Название связано с многочисленными яйцами, которые откладывали прилетающие утки. Согласно В. А. Жучкевичу название образовано от основы «яйцо»

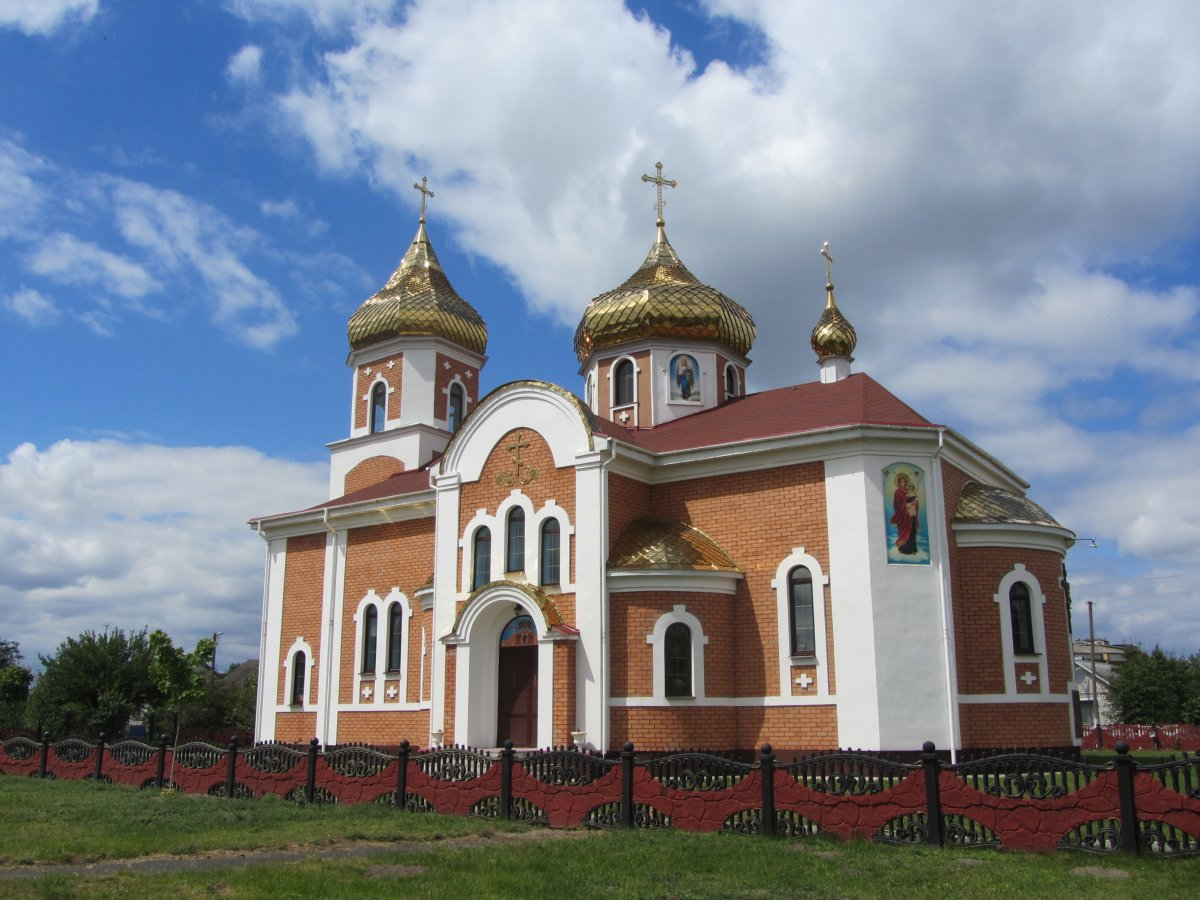
Церковь

В нач. 1960-х гг. деревня была переименована в Зарянку, но этот вариант не прижился. Поэтому в наши дни встречается путаница, когда на картах Беларуси можно встретить два варианта названия.

## История
Первое упоминание в источниках относится к XVI ст. После принятия «Уставы на волоки» в 1557 г. - частновладельческая деревня, принадлежащая шляхте. В 1774 г. упоминается в описании имения Дубое Пинского повета, который принадлежал пинским иезуитам. С 1795 г. - в составе Российской империи, в Слонимской (с 1797г. в Литовской) губ. С 1801 г. в составе Пинского пов. Минской губернии. Согласно списа 1870 г. деревня числится в составе Бродницкой волости. В октябре 1905 года на местном собрании жители принимают решение об основании народного училища, которое было открыто в конце года: с 1907 г. размещено в отдельном помещении народное двухкомплектное училище на 85 учеников на 1914 год. По состоянию на  1909 год в деревне числится 419 жителей на 65 дворов.
В 1915-18 гг. Яечковичи оккупированы немецкими, а с 1919 г. по 1920 г. польскими войсками. С 1921 года находится в составе Польши, с 1924 г. числится в Бродницкой гмине Пинского повета Полесского воеводства: в деревне проживает 448 жителей на 89 домов. С 1939 года Яечковичи переходят в состав БССР. По состоянию на 1940 год деревня находится в Жабчицком районе Пинской области, центр Яечковичского с/с.  В данный сельсовет, площадью 6300 га, входило пять населенных пунктов с населением 2226 человек на 446 дворов. В годы Великой Отечественной войны оккупирована немецкими войсками.  За годы войны погибло без малого 6 000 жителей деревни, один человек погиб в партизанах, 20 человек - на фронтах Второй мировой войны. В знак памяти о 37 погибших земляках в 1974 году в деревне установлена скульптура воина. 
С января 1954 года Яечковичи находились в том же районе Брестской области, с июля 1954 г. - в Бродницком с/с, с октября - в Ивановском, с декабря 1961 г. в Пинском районах, а с 1965 г. вновь в Ивановском районе. С 1959 года в специальном помещении начинает работу школа: на 1961 года - восьмилетняя с 194 учениками. С 22.07.1949 года местные жители Яечковичей работают в созданном колхозе «Заря коммунизма». Согласно Указу Президиума Верховного Совета БССР за успешную работу данный колхоз в 1981 году был отмечен Орденом Трудового Знамени. С 28 февраля 2003 года деревня является центром СПК «Заря-агро». В 2010 году деревня Яечковичи преобразована в агрогородок.

## Население
- 1909 год —  419 человек.
- 1924 год —  448 человек.
- 1935 год — 506 человек.
- 1940 год — 640 человек, 116 дворов.
- 1959 год —  651 человек.
- 1998 год — 595 человек, 105 дворов.
- 2019 год — 869 человек.

## Инфраструктура
До 1954 года располагался сельсовет. Деревня является центром колхоза «Заря коммунизма». Есть средняя школа, сад, амбулатория, ветучасток, Дом культуры, библиотека, отделение связи, филиал банка, столовая, кафе, магазины.

## Культура
- Дом культуры
- Историко-краеведческий музей ГУО «Яечковичская средняя школа»

## Достопримечательность
- Храм Святого преподобномученника Афанасия Брестского (улица Советская, дом 50)

### Памятник, скульптура
- В 1974 году открыт памятник 37 землякам погибшим в годы Великой Отечественной войны[5].